# Feldspato
I feldspati o feldispati sono un gruppo di minerali molto comuni classificati come tectosilicati.
Costituiscono circa il 41% della massa della crosta continentale, ma si possono trovare anche in gabbro e basalto, costituenti principali della crosta oceanica. Sono presenti in rocce magmatiche intrusive ed effusive, in molti tipi di rocce metamorfiche e sedimentarie e nelle vene idrotermali.
Nell’ottobre del 2012 il rover Curiosity analizzò un campione di roccia 
marziana dove trovò elevate percentuali di feldspati.

## Etimologia
Il nome Feldspato deriva dal termine tedesco Feldspat (da Feld, ossia “campo”, e Spat che indica in modo generico un minerale a struttura laminare).
L'albite, dal latino albus, è chiamata così per via del suo colore biancastro.

## Composizione chimica
Tutti feldspati hanno formula generale X(Al, Si)4O8, in cui X può essere K+, Na+, Ba++, Ca++, Rb+, Sr++ e Fe++. Quelli di potassio, sodio e calcio sono molto comuni, mentre sono più rari quelli di bario, rubidio, stronzio e ferro.
Il silicio si trova al centro di tetraedri con ai vertici quattro atomi di ossigeno, e l'alluminio sostituisce il silicio a seconda del tipo di feldspato. Possono esistere specie isomorfe di feldspati per sostituzioni tra potassio e sodio, sodio e calcio, potassio e bario.

Lo stato strutturale, che indica la distribuzione di Si e Al, è in funzione della temperatura di cristallizzazione e delle successive temperature a cui viene sottoposto il feldspato. La stabilità dell’impalcatura è determinata dalla sostituzione fra Si4+ e Al3+ e dall'ingresso di ioni alcalini (o alcalino-terrosi nel caso in cui gli atomi di silicio sostituiti siano due), che neutralizzano la carica. Generalmente una condizione disordinata è la conseguenza di una cristallizzazione avvenuta ad alte temperature seguita da un raffreddamento veloce, mentre una condizione ordinata si ha se il raffreddamento è avvenuto molto lentamente o se le temperature di cristallizzazione sono state inferiori.

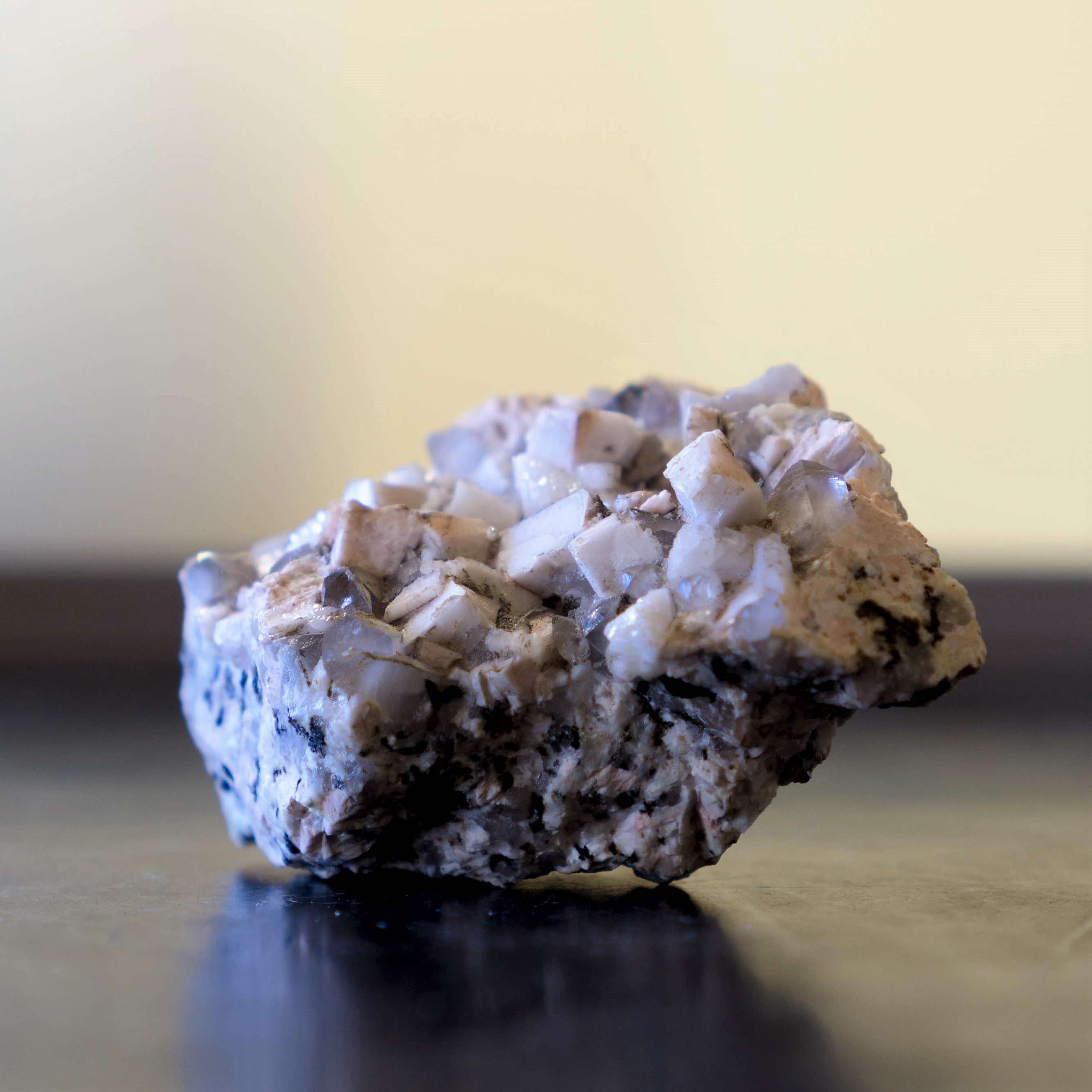
Campione di granito con cristalli di feldspato monoclino dalla collezione mineralogica dell'Università degli studi di Padova. Dimensioni: 5 cm x 3 cm x 5,5 cm.

I feldspati possono alterare in minerali argillosi, sericite (mica muscovite a grana fine), saussurite (miscela con albite, epidoto ed altri prodotti dati dalla disintegrazione di plagioclasio calcico), che gli conferiscono un aspetto "sporco". 

## Abito cristallino
I cristalli sono generalmente tabulari, prismatici e geminati. 

### Geminazione
I feldspati tendono a gemellarsi facilmente sullo stesso piano, producendo associazioni parallele di cristalli geminati. Se le superfici di contatto sono parallele e multiple ne deriva un geminato polisintetico. Leggi di geminazione nei feldspati sono caratteristiche dei diversi sistemi cristallini. Per il sistema triclino vigono la legge dell'albite con {010} piano di geminazione e la legge del periclino con [010] asse di geminazione. Quando presenti contemporaneamente è possibile osservare al microscopio un caratteristico motivo incrociato, frequente nel microclino. Nel sistema monoclino le geminazioni più comuni avvengono secondo {100} e {001}. In particolare modo, nell'ortoclasio, è possibile distinguere due tipi di geminazione per contatto: un geminato Manebach con {001} piano di geminazione e un geminato Baveno con {021} piano di geminazione. Il geminato Carlsbad, più frequente, è di compenetrazione e la geminazione avviene lungo l'asse c [001].

## Colore
I feldspati sono generalmente incolori a causa della mancanza di elementi cromofori nella struttura; non sono quasi mai trasparenti. Il feldspato, nei suoi termini puri, è solitamente bianco a causa di riflessioni interne date da inclusioni e superfici di clivaggio. Alcuni feldspati possono essere neri a causa di inclusioni di ferro-titanio, o avere una colorazione giallastra data da piccole quantità di ferro trivalente. I feldspati di potassio sono spesso rosa perché presentano dell'ematite finemente dispersa. Alcuni microclini definiti amazzoniti sono blu a causa della presenza di piombo.

## Striscio
Lo striscio dei feldspati è bianco.

## Meteorizzazione
La meteorizzazione chimica dei feldspati risulta nella formazione di minerali argillosi come illite e caolinite.

## Classificazione
La composizione degli elementi può essere espressa in base a tre termini puri
- K-feldspato, KAlSi3O8
- albite, NaAlSi3O8
- anortite, CaAl2Si2O8

rappresentabili in un sistema di 3 componenti (Or, An, Ab) all'interno di un diagramma di miscibilità.

Diagramma di miscibilità. Suddivisione feldspati in ortoclasio (Or), anortite (An) e albite (Ab).

K-feldspato e albite, miscibili ad elevate temperature, danno origine alla serie dei feldspati alcalini.
Albite e anortite, miscibili a tutte le temperature, danno origine alla serie dei plagioclasi.
Tra K-feldspati e anortite, invece, si verificano solo soluzioni solide limitate perché i cationi hanno differenti raggi ionici e cariche, fattori che rendono instabile la struttura a bassa temperatura.

### Feldspati alcalini
Gli estremi puri dei feldspati alcalini sono albite (NaAlSi3O8) e feldspato potassico (KAlSi3O8).
Gli alcalifeldspati presentano tre modificazioni polimorfe:
- ortoclasio (monoclino),

- sanidino (monoclino),

- microclino (triclino),

Si differenziano per il diverso grado di ordine dell'alluminio nei siti tetraedrici, che dipende dalla temperatura di formazione. La loro distinzione è possibile tramite l'utilizzo di tecniche di diffrazione a raggi X; anche le proprietà osservabili in microscopia ottica ne consentono la distinzione.
Tra albite e feldspato potassico si possono trovare soluzioni solide complete solo ad elevate temperature; con il raffreddamento divengono infatti stabili due fasi separate ed il risultato sarà la trasformazione di un feldspato omogeneo in un concrescimento eterogeneo. Questi concrescimenti sono chiamati pertiti e sono il prodotto di fenomeni di essoluzione. 
Nella serie dei feldspati alcalini l’orientazione delle lamelle di essoluzione è grossolanamente parallela alla faccia {100}. Le strutture macropertitiche sono proprie di molti graniti e vengono chiamate così perché possono essere visibili a occhio nudo; le strutture micropertitiche possono essere viste utilizzando un microscopio ottico mentre le strutture criptopertitiche possono essere viste solo con un microscopio elettronico. Le antipertiti si hanno quando il minerale ospite è un plagioclasio e le lamelle sono di K-feldspato (questo avviene raramente).
L'anortoclasio è un feldspato piuttosto raro costituito di concrescimenti orientati di prevalente feldspato sodico e quantità subordinate di feldspato potassico.
L’ortoclasio origina da rocce intrusive ed ha simmetria monoclina di classe 2/m, con una distribuzione dei tetraedri intermedia tra il sanidino e il microclino in quanto cristallizza a temperature intermedie. L'adularia è una tipologia di ortoclasio formatosi a bassa temperatura in vene idrotermali, che può cristallizzare in altri due tipi di minerali a seconda delle condizioni di pressione e temperatura: sanidino e microclino. 
Il sanidino, che si trova nelle rocce vulcaniche effusive e subvulcaniche, è un monoclino di classe 2/m. Si forma ad alte temperature ed ha una distribuzione disordinata dei tetraedri.
Il microclino ha simmetria triclina con gruppo puntuale 1-; manca di piani di simmetria e assi di rotazione. La distribuzione dei tetraedri Al-Si è ordinata e gli ioni K+ non occupano posizioni particolari. Viene chiamato anche microclino massimo in quanto l'ordinamento completo porta alla massima triclinicità. Origina da rocce che cristallizzano ad elevata profondità e da pegmatiti, a basse temperature o con una velocità di raffreddamento lenta.

### Feldspati di bario
I feldspati di bario sono considerati feldspati alcalini e si formano per sostituzione del potassio con il bario nella struttura del minerale.
Sono monoclini e comprendono:
- Celsiana, BaAl2Si2O8

- Ialofane, (K,Ba)(Al,Si)4O8.

### Plagioclasi
I plagioclasi sono triclini ed includono:
| Nome minerale del plagioclasio     | Percentuale albite | Percentuale anortite |
| ---------------------------------- | ------------------ | -------------------- |
| Albite, NaAlSi3O8                  | 100-90%            | 0-10%                |
| Oligoclasio, (Na,Ca)(Al,Si)AlSi2O8 | 90-70%             | 10-30%               |
| Andesine, NaAlSi3O8—CaAl2Si2O8     | 70-50%             | 30-50%               |
| Labradorite, (Ca,Na)Al(Al,Si)Si2O8 | 50-30%             | 50-70%               |
| Bytownite, (NaSi,CaAl)AlSi2O8      | 30-10%             | 70-90%               |
| Anortite, CaAl2Si2O8               | 0-10%              | 90-100%              |

È comune trovare plagioclasio sodico (oligoclasio) nel granito, varietà più ricche di calcio (labradorite) in rocce mafiche come il gabbro, e andesina in rocce ignee intermedie come l'andesite. I plagioclasi hanno una struttura molto simile al microclino.
L’albite è generalmente triclina (gruppo puntuale 1-) ed in base alla temperatura può essere monoalbite o analbite. La monoalbite costituisce una variante monoclina.
L'estremo calcico è rappresentato dall’anortite, triclina e con un ordinamento perfetto di silicio e alluminio nei tetraedri della struttura.
Nella serie dei plagioclasi si trovano soluzioni solide complete alle alte temperature, dove, da un punto di vista strutturale, l’identificazione esatta di un termine è complessa a causa del rapporto Al/Si variabile da albite ad anortite. Il riconoscimento dunque avviene solamente con analisi chimica o misurazione dei parametri ottici. A basse temperature, invece, vi sono tre tipi di tessiture di essoluzione, o lacune di miscibilità, rilevabili indirettamente attraverso la comparsa di iridescenza nei cristalli. I concrescimenti peristeritici compaiono nell’intervallo composizionale An5-An15. I concrescimenti di Bøggild si presentano in alcuni plagioclasi nell’intervallo composizionale An47-An58; la loro presenza è indicata dal gioco di colori che si osserva nella labradorite. Il terzo tipo, chiamato concrescimento di Huttenlocher, si manifesta nella regione An60-An85, rappresentativo il caso della Bytownite.                                                                                                                                                                                                          La roccia formata quasi interamente da feldspato plagioclasico è nota come anortosite. 
I plagioclasi sono più suscettibili agli agenti atmosferici rispetto a K-feldspati, e l'anortite ricca di Ca è la meno resistente; questo è uno dei motivi per cui il K-feldspato è più comune nella sabbia rispetto al plagioclasio.

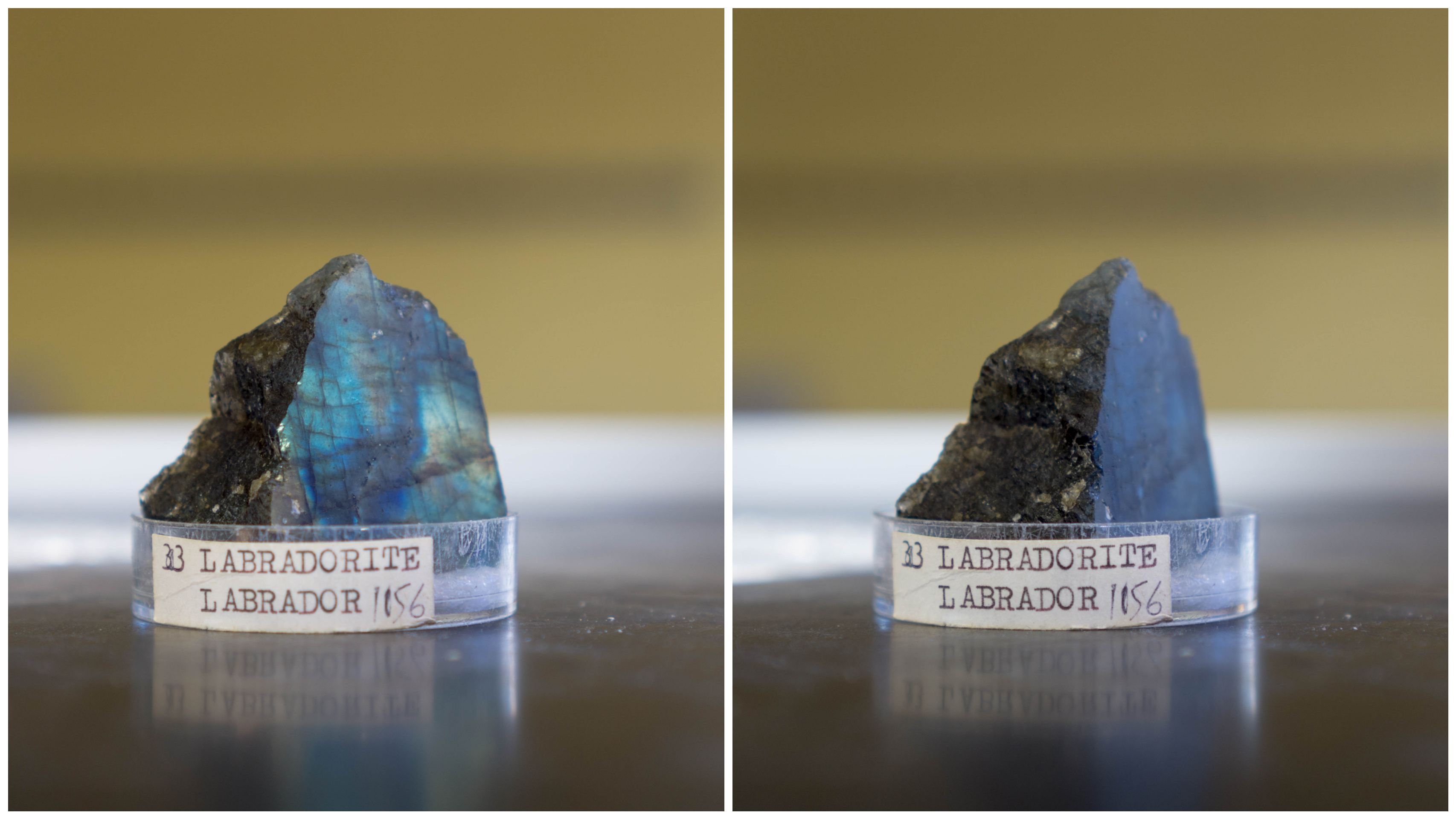
Fenomeno di Labradorescenza in un esemplare di labradorite presente nella collezione mineralogica dell'Università degli studi di Padova.Dimensioni: 3,7 cm x 2,6 cm x 4 cm.

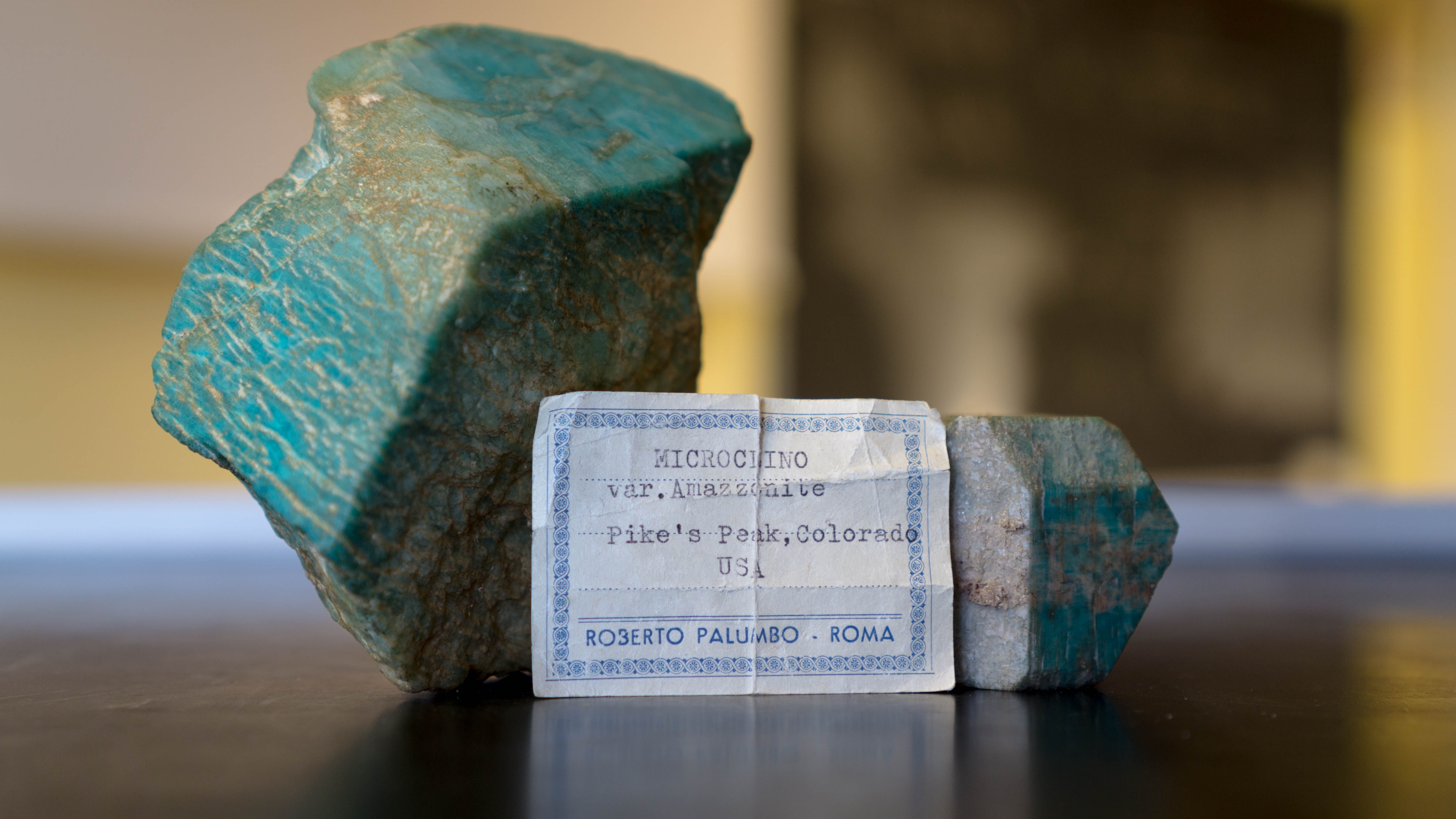
Campione di amazzonite presente nella collezione mineralogica dell'Università degli studi di Padova.Dimensioni campione grande: 4 cm x 9 cm x 8 cm.
Dimensioni campione piccolo: 4 cm x 5 cm x 3,5 cm.

## Elenco minerali
- Adularia, KAlSi3O8
- Albite, NaAlSi3O8
- Amazzonite, KAlSi3O8
- Andesina, (Na,Ca)(Al,Si)4O8
- Anortite, CaAl2Si2O8
- Anortoclasio, (Na,K)AlSi3O8
- Banalsite, Na2BaAl4Si4O16
- Buddingtonite, (NH4)AlSi3O8
- Bytownite, (Ca,Na)(Al,Si)4O8
- Celsiana, BaAl2Si2O8
- Dmisteinbergite, CaAl2Si2O8
- Ialofane, (K,Ba)(Al,Si)4O8
- Kokchetavite, KAlSi3O8
- Labradorite, (Ca,Na)(Al,Si)4O8
- Microclino, KAlSi3O8
- Oligoclasio, (Na,Ca)(Al,Si)4O8
- Ortoclasio, KAlSi3O8
- Paracelsiana, BaAl2Si2O8
- Reedmergnerite, NaBSi3O8
- Rubicline, (Rb,K)AlSi3O8
- Sanidino, KAlSi3O8
- Slawsonite, SrAl2Si2O8
- Stronalsite, Na2SrAl4Si4O16
- Svyatoslavite, CaAl2Si2O8

## Produzione e Usi
Nel 2010 sono state estratte circa venti milioni di tonnellate di feldspato, la maggior parte da Italia (4.7 Mt), Turchia (4.5 Mt) e Cina (2 Mt). L'estrazione avviene da grossi corpi granitici (chiamati plutoni), da pegmatiti, o da sabbie composte da feldspati. Attualmente la richiesta di feldspato grezzo è soddisfatta dalle miniere già presenti al mondo. Rocce ricche di feldspato vengono utilizzate anche per ottenere argilla.
II feldspato è comunemente utilizzato nell’industria del vetro e della ceramica; nel vetro l’allumina viene usata per dare resistenza, durabilità e tenacia agli agenti corrosivi.  Nelle ceramiche i feldspati alcalini (CaO, K2O, Na2O) fungono da flussante e abbassano la temperatura di una miscela. Nella fase iniziale i flussanti si fondono formando la matrice del vetro e vincolando le altre componenti assieme. Per realizzare porcellane e refrattari i feldspati vengono comunemente miscelati con quarzo e caolino. Negli U.S.A. circa il 66% del feldspato è utilizzato nell’industria del vetro (contenitori e isolanti) e nelle ceramiche (isolante elettrico, prodotti sanitari, arredamenti). Viene estratto soprattutto in Carolina del Nord, Virginia, California, Oklahoma, Idaho, Georgia e Dakota del Sud. 
I feldspati vengono usati anche come riempimento e diluente di plastiche, vernici e gomme; in campo biomedico vengono utilizzati come additivi in materiali ceramici, soprattutto dentali. Sono impiegati anche nella gioielleria e come rivestimenti di monumenti o edifici, soprattutto se iridescenti. 
In geologia e in archeologia, i feldspati vengono usati come indicatori per la datazione K-Ar, datazione Ar-Ar e datazione a luminescenza.
I feldspati possono essere sostituiti da miscele di pirofillite, argilla, talco e quarzo, grazie alle caratteristiche simili.

### Rischi per la salute
Non ci sono informazioni sufficienti sugli eventuali rischi che causano alla salute. Si consiglia generalmente di trattare le specie minerali con attenzione.

### Esemplari notevoli
I più grandi feldspati estratti finora sono:
- un microclino misurante 50 x 36 x 14 metri di 16000 tonnellate, estratto nel Colorado;
- una pertite misurante 10 x 5 x 2 metri di 230 tonnellate, proveniente dagli USA;
- un ortoclasio misurante 10 x 10 x 0,40 metri di 100 tonnellate, proveniente dagli Urali (Russia).